# NGC 4519A
NGC 4519A је спирална галаксија у сазвежђу Девица која се налази на NGC листи објеката дубоког неба.
Деклинација објекта је + 8° 41' 26" а ректасцензија 12h 33m 24,7s. Привидна величина (магнитуда) објекта NGC 4519 износи 15,2 а фотографска магнитуда 16,1. NGC 4519A је још познат и под ознакама MCG 2-32-134, CGCG 70-165, VCC 1501, PGC 41706.